# 스테판 엘 샤라위
스테판 카렘 엘샤라위(이탈리아어: Stephan Kareem El Shaarawy, 아랍어: ستيفان كريم الشعراوي, 1992년 10월 27일 ~ )는 이탈리아의 축구 선수로, 포지션은 좌측 윙어이다. 현재 AS 로마에서 뛰고 있다.

## 클럽 경력
엘샤라위는 어려서부터 제노아 CFC의 유소년 팀에 소속되어 있었으며 이후 성인팀으로 승격되었다. 2008년 12월 21일에 열린 AC 키에보베로나와의 경기에서 프로 데뷔전을 치렀다.
2010-11 시즌을 앞두고 세리에 B의 칼초 파도바로 임대 이적했다. 파도바 임대 기간 동안 30경기에 나서 9골을 기록했다. 시즌 종료 이후 2011년 세리에 B 올해의 선수상을 수상했다.
2011-12 시즌을 앞두고 세리에 A의 AC 밀란으로 이적했다. 2011년 9월 18일 SSC 나폴리와의 경기에서 밀란 입단 이후 첫 경기를 치렀다. 3일 후 열린 우디네세 칼초와의 경기에서 밀란 입단 후 첫 골을 넣었다. 입단 이후 첫 6개월 동안에는 단 7경기에 출전하는 것에 그쳤다. 하지만 점차 발전된 모습을 보여주었고 시즌 후반기에는 이탈리아 최고의 유망주 중 하나로 평가받았다. 2012-13 시즌을 앞두고 AC 밀란과 5년 재계약을 체결했다. 2012년 10월 3일 열린 FC 제니트 상트페테르부르크와의 UEFA 챔피언스리그 첫 골을 넣었다. 2012-13 시즌 46경기에 나서 19골을 넣으며 기량이 만개함을 보여주었다. 2013년 8월 20일에 열린 PSV 에인트호번과의 챔피언스리그 플레이오프 1차전 경기에서 시즌 마수걸이 골을 기록했다. 하지만 이후 부상으로 2013-14 시즌에는 9경기 출전에 그쳤다. 2014년 5월, 복귀전을 치렀다. 2014년 11월 8일 열린 SS 라치오와의 경기에서 622일만의 세리에 A 득점을 기록했다.
2015-16 시즌을 앞두고 AS 모나코로 임대 이적했다. 2015년 7월 28일 열린 BSC 영 보이스와의 챔피언스리그 예선 경기에서 모나코 데뷔전을 치렀다. 반 시즌 동안 24경기에 나서 3골을 넣었다.
2016년 1월에 AS 로마로 임대 이적하면서 이탈리아 무대로 돌아왔다. 로마에서의 임대 기간 동안 17경기에서 8골을 넣었다. 2016-17 시즌을 앞두고 로마로 완전이적했다.
2019년 여름 이적시장에서 중국 슈퍼리그의 상하이 뤼디 선화로 완전이적했다. 2019년 8월 2일 열린 우한 줘얼과의 경기에서 중국 무대 데뷔전을 치렀다. 2019년 8월 15일 열린 톈진 텐하이와의 경기에서 중국 무대 데뷔골을 넣었다. 엘샤라위는 2019년 12월 6일에 열린 중국 FA컵 결승 2차전에 출전했으며 81분 골을 기록하며 팀의 대회 우승에 일조했다.
2020-21 시즌 겨울 이적시장을 통해 AS 로마로 복귀했다.

## 국가대표팀 경력
엘샤라위는 이탈리아 U-17 축구 국가대표팀으로 활동했으며 2009년 FIFA U-17 월드컵에 참여했다.
2012년 8월 15일 열린 잉글랜드 축구 국가대표팀과의 친선경기에서 이탈리아 축구 국가대표팀 데뷔전을 치렀다. 2012년 11월 14일 열린 프랑스 축구 국가대표팀과의 친선 경기에서 국가대표팀 데뷔골을 넣었다.
2013년 FIFA 컨페더레이션스컵에 참여하는 이탈리아 대표팀에 차출되었다. 조별리그 마지막 경기인 브라질과의 경기에 출전했으며 우루과이와의 경기에서는 승부차기를 성공시키며 팀의 승리에 일조했다.
2013-14 시즌 AC 밀란에서 당한 부상으로 인해 2014년 FIFA 월드컵에는 참가하지 못했다.
2015년 10월 10일에 열린 아제르바이잔과의 유로 예선 경기에서 골을 넣으며 이탈리아의 3-1 승리를 이끌었다. 2016년에 열린 유로 2016 본선 경기에도 차출되었으며 대회 조별리그 3차전 아일랜드와의 경기에 출전했다.
2019년 10월 A매치를 앞두고 2년만에 국가대표팀에 차출되었으며 2019년 10월 15일에 열린 리히텐슈타인과의 유로 예선 경기에서 3년만에 국가대표팀 득점을 기록했다.

## 수상

### 팀
- AC 밀란
  - 2011년 수페르코파 이탈리아나 우승

- 이탈리아 축구 국가대표팀
  - 2013년 FIFA 컨페더레이션스컵 3위

- 상하이 뤼디 선화
  - 2019년 중국 FA컵 우승

### 개인
- 2012년 세리에 A 올해의 영플레이어 상